# Martín Vázquez de Arce

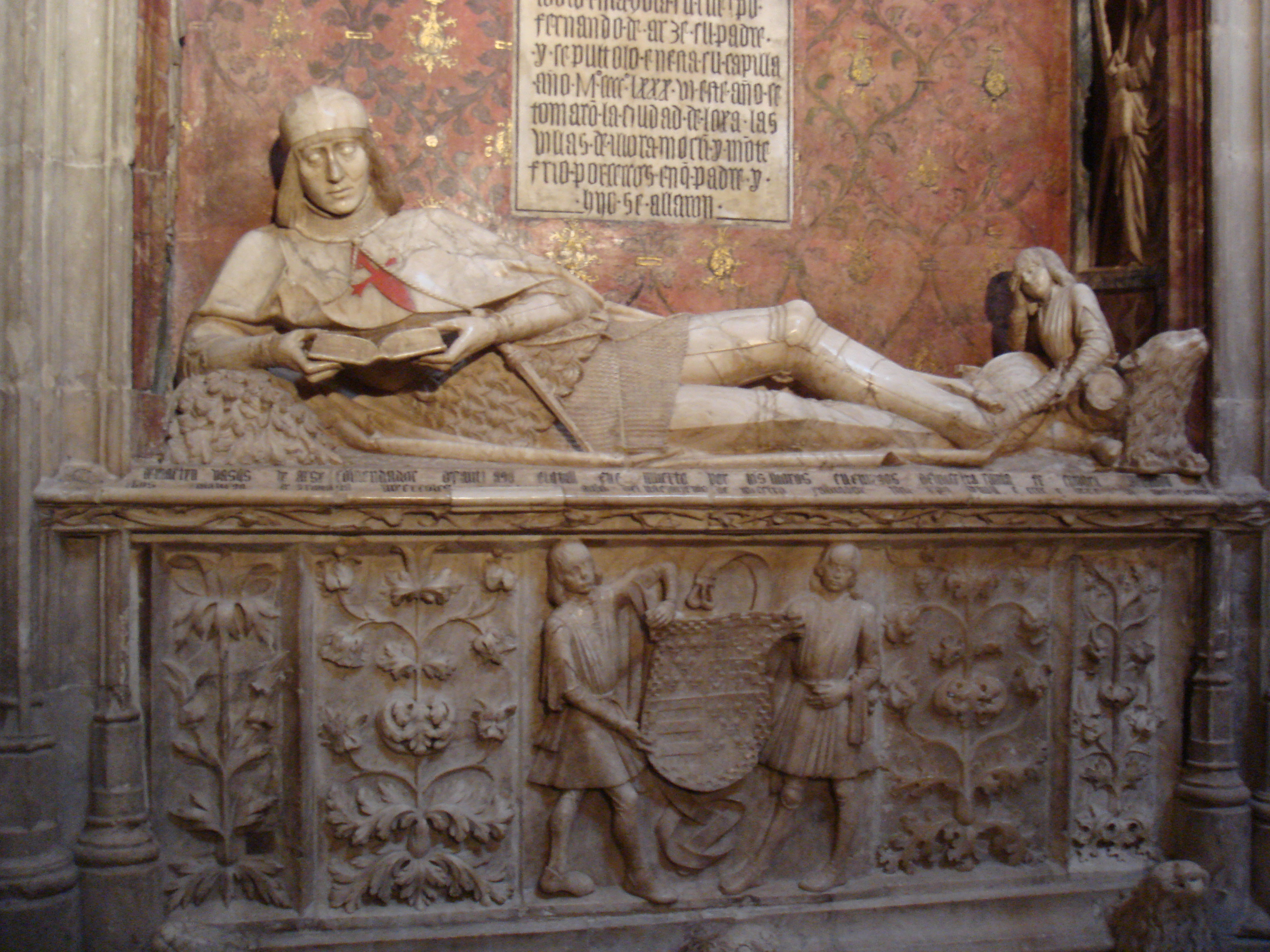
Tombeau de El Doncel, Cathédrale de Sigüenza.

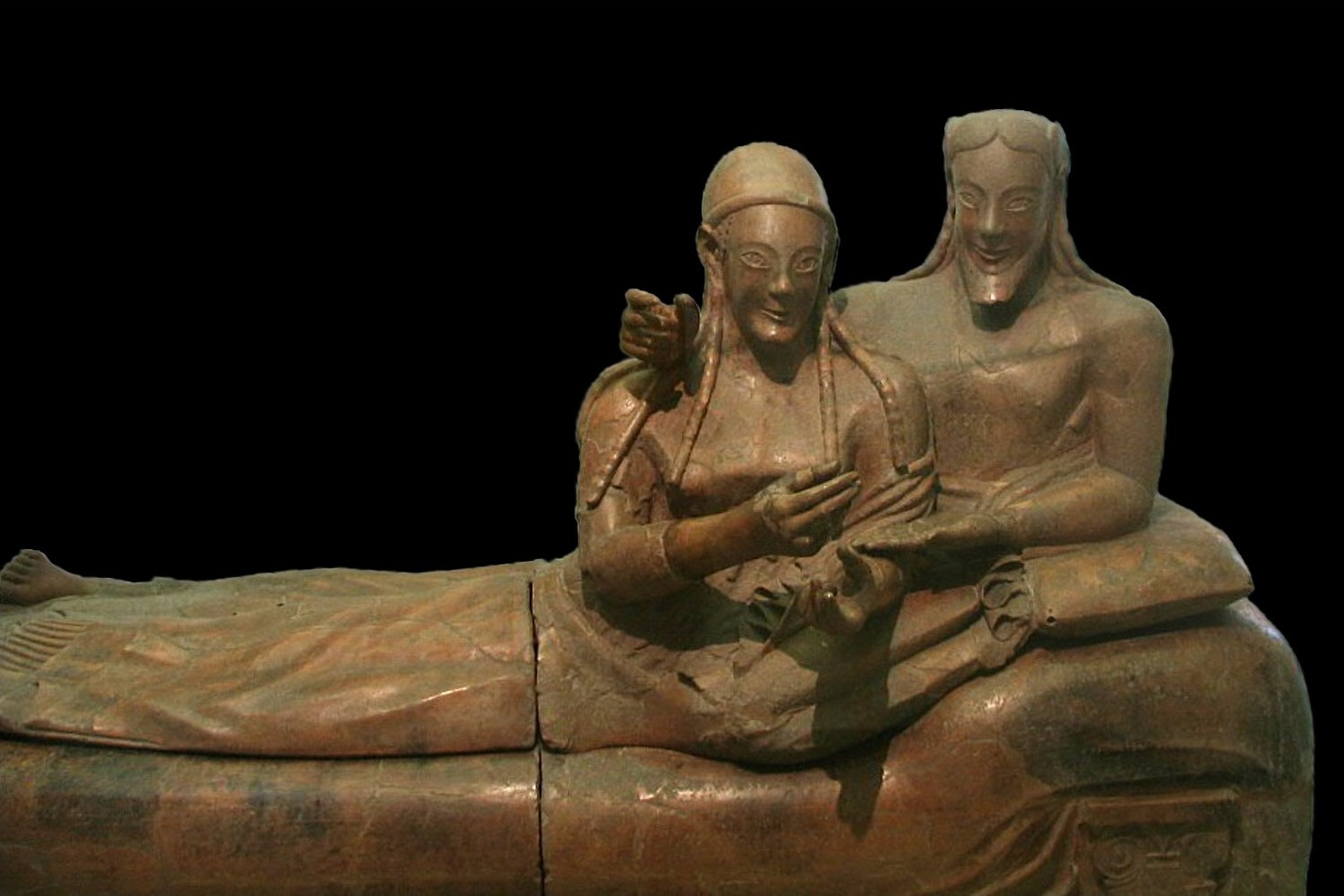
Sarcophage des époux de Banditaccia.

Martín Vázquez de Arce le Doncel de Sigüenza, était un aristocrate et militaire castillan du XVe siècle ( 1461 - Grenade, Juillet 1486 ). 

## Biographie
La date et le lieu exact de sa naissance ne sont pas connus contrairement aux circonstances de sa mort survenue pendant les guerres de Grenade, dans l'action militaire pour la Gorda Acequia dans la Vega de Grenade en 1486. 
Il est devenu célèbre comme personnage romantique par la sérénité et l'aspect méditatif de sa tombe située dans la cathédrale de Sigüenza, l'un des joyaux de la statuaire funéraire de tous les temps et un symbole de la ville. 
Son père était secrétaire de la famille Mendoza, résidant dans la ville de Guadalajara où Martin est devenu un page du duc del Infantado. Il avait une fille, nommée Anna. 
Sur son tombeau il apparaît habillé de son armure, plongé dans la lecture d'un livre, ses jambes protégées par son armure et gracieusement croisées. Sur son torse est bien visible la croix rouge de l'Ordre de Santiago qui l'identifie comme un gentleman. 
Un enfant ou un page tenant un animal apparaissent en détresse à ses pieds, fermant la composition.
À l'avant de la tombe, deux personnages tient un bouclier et des sculptures végétales complètent l'espace.  
L'iconographie habituelle pendant le Moyen Age désigne les ecclésiastiques comme les personnages des livres, de sorte que son utilisation dans ce cas peut être considéré comme une innovation liée à l'augmentation de la littérature profane de la crise de la fin du Moyen Age et l'invention de l'impression (en Espagne depuis 1472, l'Aguilafuente synodique ), bien que la diffusion de la lecture qui a amené les livres de chevalerie est postérieure à cette période. 
La sculpture,dont la  pose semble inspirée du banquet étrusque qui a inspiré plusieurs autres œuvres funéraires dans l'histoire moderne, a été commandée par son frère, Fernando Vázquez de Arce, évêque des îles Canaries. Elle est l'œuvre d'un maître inconnu, mais peut être lié à l'atelier de Sebastián de Almonacid à Guadalajara (1492). Ce sculpteur était l'un des innovateurs de la sculpture gothique en transition à la renaissance dans le centre de la Castille.

## Source
- (es) Cet article est partiellement ou en totalité issu de l’article de Wikipédia en espagnol intitulé « Martín Vázquez de Arce » (voir la liste des auteurs).